# Війна Святого Сави (1256—1270)
Війна Святого Сави — військовий конфлікт між морськими республіками Генуєю та Венецією, що розпочався в 1256 році через торгові преференції в портових містах Леванту. В перші роки генуезці програли венеційцям боротьбу за Акру, а їх конфлікт заледве не переріс у громадянську війну в державах хрестоносців в Палестині. Суперечності між баронами Палестини вдалось врегулювати вже в 1258 році з призначенням новою регентшею Єрусалимського королівства королеви Кіпру Плезанс Антіохійської. В той же час, після повернення в 1261 році Константинополя нікейським імператором Михаїлом VIII і укладення ним союзного Німфейського договору з генуезцями, Генуя отримала важливого союзника і альтернативні порти для торгівлі зі сходом замість втрачених на користь венеційців позицій в Палестині, а генуезько-венеційський конфлікт отримав своє відгалуження у вигляді венеційсько-візантійського протистояння. 
Війна Святого Сави не принесла рішучої перемоги жодній зі сторін. Мирний договір між Венецією та Візантією було укладено в 1268 році, тоді як венеційсько-генуезькі збройні зіткнення тривали до 1270 року, коли за посередництва французького короля Людовика IX і папи Климента IV, які потребували допомоги флотів обох морських республік для організації Восьмого хрестового походу, між Венецією та Генуєю було укладено Кремонський мирний договір.

## Передумови

### Протистояння Генуї та Венеції
В XIII столітті загострилася конкуренція між Генуєю і Венецією за контроль над морською торгівлею в Східному Середземномор'ї. Обидві морські республіки, а також республіка Піза мали в морських портах Леванту власні факторії, які відчайдушно боролися між собою за торгові привілеї, що часто призводило до насильства. Конкуренція була особливо гострою в місті Акра, яке було найважливішим контрольованим християнами портом торгівлі товарами зі Сходу і, після втрати в 1244 році хрестоносцями Єрусалиму — столицею Єрусалимського королівства. Вже навесні 1249 року між генуезцями і пізанцями почалися жорсткі зіткнення, які, однак, вдалось припинити за посередництвом короля Людовика IX Святого, який щойно розпочав Сьомий хрестовий похід і перебував на Кіпрі. Тривала присутність французького короля в Леванті затамувала подальший розвиток конфлікту, але щойно Людовик IX повернувся в 1254 році у Францію, прихована суперечка між генуезцями та венеційцями спалахнула знову.

### Політична ситуація в Державах хрестоносців
До 1254 року формальним королем Єрусалима під іменем Конрад II був син імператора Фрідріха II, король Німеччини Конрад IV Гогенштауфен, який на відміну від свого батька ніколи не бував в Святій землі. У 1254 році він помер, і титул перейшов до його сина Конрадіна, який також залишався в Німеччині. Регентом Єрусалимського королівства двічі призначався (в 1253—1254 роках від імені Конрада II і 1256—1258 роках від імені Конрадіна) місцевий барон Жан д'Ібелін, сеньйор Арзуфа, який підтримував генуезців. Проте по праву народження пост регента належав неповнолітньому королю Кіпра Гуго II, який був наступним у списку спадкування і до якого перейшов би трон у разі, якби Конрадін не дожив до повноліття.
У часи регентства Єрусалимське королівство не мало дієвого центрального уряду, що призвело до того, що місцеві феодали, лицарські ордени та морські республіки намагались переслідувати переважно свої власні інтереси. Незважаючи на те, що барони та духовенство країни мали законодавчий та судовий орган у Високій Курії (давньофр. Haute Cour) королівства, у повсякденній політиці панувала феодальна анархія, чому сприяла відсутність територіальної цілісності королівства. Крім того, два найбільші лицарські ордени — тамплієри та госпітальєри, майже два десятиліття змагалися між собою за політичний та економічний вплив. В 1250-х роках територія королівства скоротилась до вузької смуги землі вздовж узбережжя Середземного моря з кількома прибережними містами у сучасному Ізраїлі, Сирії та Лівані, тоді як навколишні території контролювались мусульманами, зокрема аюбідським султаном Дамаска Юсуфом ан-Насіром.

## Війна

### Початок війни і утворення альянсів
Безпосередньою причиною, що призвела до початку війни, стала венеційсько-генуезька суперечка за контроль над монастирем або церквою Святого Сави, розташованою в самому центрі Акри, на кордоні між генуезькими та венеційськими кварталами. Пагорб Монтохе, на якому вона була побудована, мав більш важливе значення, ніж власно сама церква. Контроль над цим розташованим біля гавані пагорбом надавав стратегічну перевагу і, отже, на нього претендували як генуезці, так і венеційці. Обидві сторони посилалися на сумнівні документи, в яких Папа нібито надав їм право власності на володіння цією церквою. У 1256 році, після періоду словесних суперечок, генуезці з Акри разом зі своїми союзниками пізанцями взялися за зброю. Вони зайняли монастир Святого Сави і напали на венеційські кораблі в гавані та венеційський квартал в місті.
Коли надійшла звістка про бої в Акрі, сеньйор Тіру Філіп де Монфор скористався нагодою, щоб вигнати венеційців з свого міста. Венеція з 1124 року мала в Тірі широкі торгові привілеї, що було невигідно для Монфора, який після вигнання венеційців мав намір взяти торгівлю в Тірі під власний контроль
Початок генуезько-венеційського протистояння призвів до того, що місцеві барони і лицарські ордени стали приставати на ту чі іншу сторону. Хоча тамплієри та госпітальєри спочатку намагалися бути посередниками між італійськими республіками, невдовзі вони стали на бік протиборчих сторін. Тамплієри і тевтонські лицарі підтримали Венецію, а госпітальєри — Геную. Бальї королівства Жан д'Ібелін і його двоюрідний брат, граф Жан Яффський також спочатку виступили на боці Генуї. Але після того, як генуезці мало не вбили графа Яффського в Акрі, вони перейшли на бік Венеції. Крім того, каталонські та грецькі купці підтримали Геную.
У Триполійському графстві, яке не входило до Єрусалимського королівства, спалах конфлікту також викликав політичне напруження. Граф Боемунд VI. виступив на боці Венеції, однак його васали, володарі Бібла з генуезької родини Ембріако стали на бік своєї батьківщини. Майже єдиними нейтральним авторитетом залишався сенешаль Жоффруа де Сержинес зі своїми французькими лицарями в Акрі. Латинський патріарх Єрусалиму Жак Пантелеон (майбутній папа Урбан IV) перебував у Європі, залишивши духовенство майже в стороні від конфлікту.

### Бої за Акру (1257—1258)

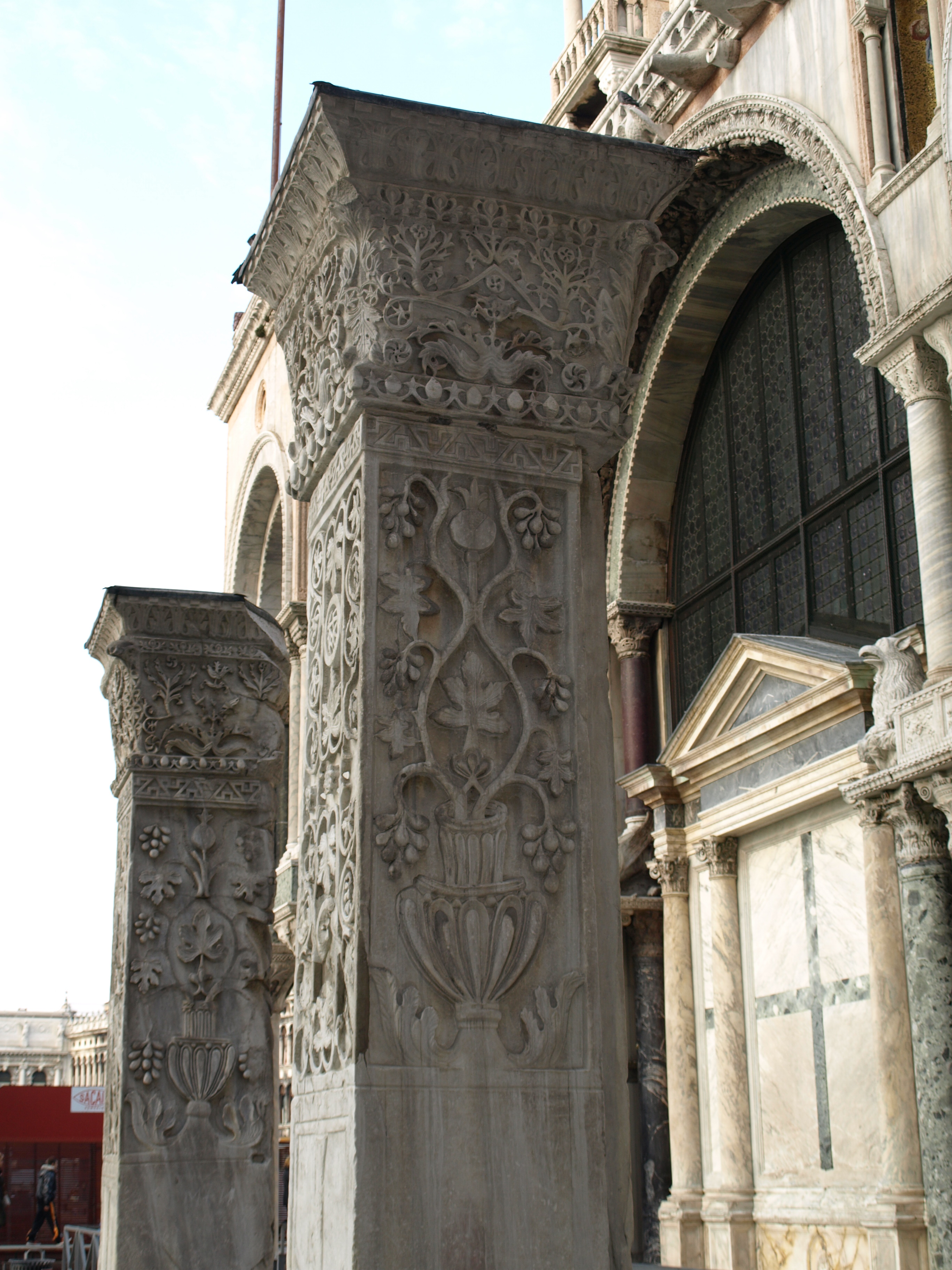
«Стовпи Акри» (Pilastri Acritani) перед собором Святого Марка у Венеції

Протягом 1256 року, в результаті вигнання з Тіру і погрому в Акрі, Венеція втратила майже всі свої позиції в Леванті. Ця ситуація була абсолютно неприйнятною для провідної торгової республіки і навесні 1257 року Венеція відправила до Акри великий флот під командуванням адмірала Лоренцо Тьєполо. Очікуючи прибуття такої потужної військовоїх сили, венеційський подеста Акри Марко Джустініані зумів переконати пізанців змінити альянс і перейти на бік венеційців, після чого генуезці разом з госпітальєрами Жана д'Ібеліна захопили в Акрі і пізанський квартал. Після прибуття до Акри, адмірал Тьєполо на чолі свого флоту зміг прорватись через ланцюг до внутрішньої гавані міста та безперешкодно висадитися зі своєю армією. У союзі з тамплієрами та тевтонцями його сили отримали військову перевагу і після важких вуличних боїв йому вдалося звільнити венеційський та пізанський квартали та захопити у генуезців контроль над монастирем Святого Сави, оборонні стіни якого були зруйновані. Однак захопити генуезький квартал не вдалося через потужні сили захисників, які складали 800 чоловік, що мали на озброєнні 50-60 баліст. У боях в Акрі брали участь знамениті генуезькі арбалетники. Життя Жана д'Ібеліна Яффського було врятовано благородним вчинком генуезького консула, який заборонив своєму арбалетнику стріляти в графа з його вежі. Після цієї події, граф Яффи, який до того підтримував генуезців, перейшов у табір прихильників венеційців. Врешті-решт венеційці, що також використовували під час нападу осадні машини, обмежились тим, що залишили генуезький квартал Акри в щільній облозі.
У відповідь на напад венеційського флоту, наступного року Генуя також відправивши в Акру флот на чолі з адміралом Россо-делла-Турко. Після прибуття до Леванту, флот Россо-делла-Турко об'єднався із залишками генуезького флоту в Тірі. Щоб перемогти венеційцями в Акрі, генуезці домовилася з володарем Тіру Філіпом де Монфор про одночасний напад на Акру із суші та моря. У той час як генуезький флот вирушив до Акри морем уздовж узбережжя Леванту, Монфор в союзі з госпітальєрами йшов з Тіру паралельно їм зі своєю армією по суші. 25 червня 1258 року генуезький флот з 50 галер з'явився перед входом у порт Акри. Генуезці не стали відразу атакувати венеційців, що дало останнім можливість підготувати до бою і вивести в море свою флотилію з 39 галер. Незважаючи на меншу кількість власних кораблів, в битві біля Акри венеційцям вдалося здобути беззаперечну перемогу. Половина галер генуезців була захоплена чи потоплена, загинуло близько 1700 чоловік. Поразка генуезців змусила Філіпа де Монфор також припинити облогу Акри, яку поки венеційці бились в морі захищали тамплієри та тевтонський орден. У підсумку переможеним генуезцям довелося залишити свій квартал в Акрі та переміститись до Тіру, який відтоді став їх новою головною базою в Леванті.
Згідно з легендою, коли венеційці заволоділи генуезьким кварталом в Акрі, вони захопили дві чудові колони, які як трофеї відправили до Венеції і встановлені перед базилікою Святого Марка. Насправді, так звані «Стовпи Акри» (італ. Pilastri Acritani) є здобиччю з церкви Св. Поліевкта в Константинополі і була привезені до Венеції ще в 1204 році в результаті пограбування Константинополя під час Четвертого хрестового походу.

### Припинення міжусобної війни в державах хрестоносців
Наприкінці 1257 року політична ситуація на Близькому Сході почала змінюватися у зв'язку з початком в регіоні монгольської експансії. Серед християн на Близькому Сході внутрішній мир був тепер як ніколи необхідний. Для того, щоб відновити порядок у королівстві князь Антіохії Боемунд VI і Жан д'Ібелін Яффський закликали прийняти регентство за відсутнього малолітнього короля Конрадіна сестру Боемунда VI, королеву Кіпру Плезанс Антіохійську.
В лютому 1258 року Боемунд VI привіз Плезанс з малолітнім сином Гуго в спустошену боями Акру і зажадав, щоб місцеві барони визнали їх, відповідно, регенткою і королем Єрусалима. З цим погодилися Жан д'Ібелін Яффський, тамплієри та тевтонці, проте госпітальєри та інші стали в опозицію, воліючи визнавати титул Єрусалимського короля за відсутнім Конрадіном. В Акрі було скликано Високу Курію (давньофр. Haute Cour) з баронів і лицарських орденів королівства. Зрештою Курія погодилася припинити внутрішню збройну боротьбу в очікуванні нових сутичок з мусульманами і признати регенткою Плезанс. Лише Філіп де Монфор і госпітальєри завадили передчасно скинути з престолу Конрадіна на користь Гуго II. В якості компромісу регентка Плезанс затвердила у Високій Курії прогенуезько налаштованого барона Жана д'Ібелін Арзуффського своїм бальї в Акрі. Однак після його смерті наприкінці 1258 року, вона скористалася нагодою призначити на цю посаду нейтрального Жоффруа де Сержинес.
Відновлений мир між баронами та лицарськими орденами не зміг повністю зупинити розпаду Єрусалимського королівства як цілісної державної структури. Відтепер барони діяли більш незалежно, ніж раніше, і намагались убезпечити свої крихкі володіння шляхом окремих союзів із сусідніми мусульманськими державами. Ще в 1259 році граф Яффи уклав угоду з сирійським айюбідським султаном ан-Насіром Юсуфом, однак в 1260 році Сирію завоювали єгипетські мамлюки. Тоді Ібеліни (сеньйори Яффи, Арзуфа та Бейрута), а також госпітальєри спробували забезпечити своє подальше існування через угоди з мамлюками.
Мирні домовленності 1258 року не поширювались на князівство Антіохія-Триполі, де князь Боемунд VI протягом наступних двадцяти років продовжував кровопролитну боротьбу проти своїх васалів з генуезького роду Ембріако, що володіли Біблом. У зовнішній політиці він об'єднав проти мамелюків сили з монголами та вірменським Кілікійським царством, що у підсумку призвело до захоплення Антіохії Бейбарсом у 1268 році.
Війна Святого Сави підкреслила негативні наслідки суперництва між двома великими лицарськими орденами - тамплієрами та госпітальєрами. Приблизно з 1270 року в християнській Європі точилася дискусія про об'єднання двох орденів, яка також обговорювалася на другому Ліонському соборі (1274). Однак вирішення не було знайдено, і тому проблема закінчилася лише розпуском Ордену тамплієрів і передачею його власності госпітальєрам у 1312 році.

### Продовження морської війни між Генуєю та Венецією (1261—1270)
У той час як барони Палестини досягли крихкого перемир'я, Генуя і Венеція продовжували війну між собою, яка також поширилася на регіон Егейського моря, де Венеція з часів Четвертого хрестового походу 1204 року мала монопольне становище за рахунок підтримки, яку вона отримала в Латинській імперії.

#### Генуезько-візантійський союз (1261)
Щоб помститись венеційцям за вигнання з Акри і підважити їх домінуюче положення в Константинополі і Латинській імперії, Генуезці подолала релігійні розбіжності та уклали в березні 1261 року Німфейський договір з православним нікейським імператором Михаїлом Палеологом. Згідно умов договору, Генуя отримувала повну свободу торгівлі на всій території імперії, а також в Чорному морі, яке оголошувалося відкритим тільки для грецьких і генуезьких (а також пізанських) кораблів. Генуя також отримувала право заснувати факторії в низці візантійських міст, зокрема в Смірні і Фесалоніках, а також на островах Хіос і Лесбос та на Криті, ще не відвойованому греками. Всі венеційські володіння у Константинополі та інших регіонах передавалися Генуї, а венеційські кораблі повинні були бути вигнані з усіх портів. У свою чергу, Генуя зобов'язалася послати флот для захоплення Константинополя, озброїти за рахунок Нікеї 50 кораблів і надати грецьким купцям незначні торгові привілеї в Лігурії.
Вже 25 липня 1261 (через п'ятнадцять днів після ратифікації договору генуезцями) Михаїл VIII захопив Константинополь, поклавши край Латинській імперії, а разом з нею — пануванню венеційців в Егейському морі. Для Генуї, навпаки, з укладанням Німфейського договору відкривалися перспективи створення колоніальної імперії від Хіосу в Егейському морі до Галати на Босфорі і Каффи в Криму і розширення торгівлі до портів на узбережжі Чорного моря, звідки за 6 місяців товари караванним шляхом по території єдиної Монгольської імперії могли досягнути Китаю.

#### Битви на морі
Протягом наступних років обидві морські республіки продовжували війну у водах східного Середземномор'я. У 1261 році генуезці захопили венеційський конвой біля Тіра, після чого Венеція почала наступ на Тір, який, однак, не мав успіху. Влітку 1262 року венеційці відправили в Егейське море флот з 37 галер, де він зіткнувся з флотом із 60 генуезьких кораблів у Салоніках, які відмовилися брати участь у бою. Однак коли флотилія з Негрепонте (острів, яким керували знатні родини Венеції) увійшла до Мармурового моря, її розбила візантійсько-генуезька ескадра.
В 1263 році менший за чисельністю венеційський флот розбив об'єднаний візантійсько-генуезький флот в битві біля острова Сеттепоцці (сучасний о. Спеце, Греція). Ця венеційська перемога мала значні політичні наслідки, оскільки призвела до охолодження відносин Візантії з її генуезьким союзником і початку налагодження відносин з Венецією. В серпні 1264 року генуезький адмірал Сімоне Грілло зміг обманути венеційців, відволікши оманливими повідомленнями їх військовий флот від торгового конвою і в битві біля Сасено захопив 17 венеційських торгових кораблів, що залишились без захисту. В червні 1266 року венеційці завдали важкої поразки генуезькому флоту в битві біля Трапані, коли було захоплено 24 генуезькі галери і біля 1 200 генуезців загинуло в бою чи потонуло.
16 серпня 1267 року генуезці під керівництвом Лукетто Грімальді напали на Акру і захопили Мушину вежу, яка контролювала вхід у порт. Через кілька днів Грімальді повернувся до Тіру з частиною свого флоту для проведення ремонтних робіт і венеційці скористались цією нагодою для успішної контратаки, під час якої вибили залишки генуезців з Мушиної вежі.

## Завершення війни
У 1268 році Візантійська імперія та Венеційська республіка погодилися тимчасово припинити військові дії і уклали візантійсько-венеційський мирний договір, що передбачав відновлення торгівельних прав венеційських купців на території Візантії при збереженні вже існуючих прав генуезців.
Зважаючи на зростаючу загрозу з боку мамелюків, які завоювали Антіохію та Яффо в 1268 р., король Людовик IX вирішив очолити ще один хрестовий похід, щоб допомогти християнам у Святій Землі. За посередництва французького короля Людовика IX і папи Климента IV, які потребували допомоги флотів обох морських республік для організації Восьмого хрестового походу, між Венецією та Генуєю було укладено Кремонський мирний договір. Згідно з умовами миру генуезці знову змогли зайняти частину свого району в Акрі, а венеційці з 1277 року отримали взамін квартал в Тірі. Однак штаб-квартири обох республік у Леванті залишалися просторово розділеними і розташовувались в Тірі (генуезька) та в Акрі (венеційська).